# Love Is the Answer
Love Is the Answer è il trentaduesimo album in studio della cantante statunitense Barbra Streisand. È il suo primo album di musica standard jazz, pubblicato nel settembre 2009 dall'etichetta discografica Columbia. Quest'album è diventato il nono album numero uno di Streisand nella Billboard 200 ed ha ricevuto una nomination ai Grammy Awards 2010 del nella categoria Best Traditional Pop Vocal Album. L'album ha debuttato direttamente alla prima posizione della Billboard 200 vendendo 180 000 copie nella sua prima settimana di pubblicazione.
L'album è stato prodotto da Diana Krall con la stessa Krall al pianoforte, John Clayton al basso e Paulinho da Costa alle percussioni nei brani Gentle Rain e Love Dance.

## Tracce
L'album è stato pubblicato in due versioni: la standard con l'arrangiamento orchestrale e la deluxe, che presenta un secondo CD contenente le stesse tracce del primo, tranne You Must Believe in Spring, in versione quartetto (con piano, basso, batteria e chitarra).
Standard Edition
1. Here's to Life – 4:35 (Artie Butler, Phyllis Molinary)
2. In the Wee Small Hours of the Morning – 4:02 (Bob Hilliard, David Mann)
3. Gentle Rain – 4:19 (Luiz Bonfá, Matt Dubey)
4. If You Go Away (Ne me quitte pas) – 4:14 (Jacques Brel, Rod McKuen)
5. Spring Can Really Hang You Up the Most – 4:32 (Fran Landesman, Tommy Wolf)
6. Make Someone Happy – 4:08 (Betty Comden, Adolph Green, Jule Styne)
7. Where Do You Start? – 4:26 (Johnny Mandel, Alan Bergman, Marilyn Bergman)
8. A Time for Love – 5:12 (Mandel, Paul Francis Webster)
9. Here's That Rainy Day – 5:04 (Johnny Burke, Jimmy Van Heusen)
10. Love Dance – 4:43 (Ivan Lins, Gilson Peranzzetta, Paul Williams)
11. Smoke Gets in Your Eyes – 4:22 (Jerome Kern, Otto Harbach)
12. Some Other Time – 4:43 (Leonard Bernstein, Comden, Green)
13. You Must Believe in Spring – 4:04 (Alan Bergman, Marilyn Bergman, Michel Legrand)

## Classifiche
| Classifica (2009)  | Posizione massima |
| ------------------ | ----------------- |
| Australia          | 22                |
| Austria            | 10                |
| Belgio (Fiandre)   | 12                |
| Belgio (Vallonia)  | 33                |
| Canada             | 2                 |
| Danimarca          | 20                |
| Francia            | 27                |
| Grecia             | 23                |
| Germania           | 28                |
| Italia             | 40                |
| Messico            | 96                |
| Nuova Zelanda      | 15                |
| Paesi Bassi        | 4                 |
| Regno Unito        | 1                 |
| Spagna             | 6                 |
| Stati Uniti        | 1                 |
| Stati Uniti (Jazz) | 2                 |
| Svezia             | 33                |
| Svizzera           | 32                |